# Distretto di Łosice
Il distretto di Łosice (in polacco powiat łosicki) è un distretto polacco appartenente al voivodato della Masovia.

## Geografia antropica

### Suddivisioni amministrative
Il distretto comprende 6 comuni.
- Comuni urbano-rurali: Łosice
- Comuni rurali: Huszlew, Olszanka, Platerów, Sarnaki, Stara Kornica